# Francisco Loño y Pérez
Francisco Loño y Pérez (castellà: Francisco de Paula Loño y Pérez)  (Santiago de Cuba, 5 de febrer de 1837 - Madrid, 30 de juny de 1907) va ser un militar i polític espanyol.

## Biografia
Descendent d'una llarga saga de militars, va ser fill del brigadier Ángel Loño Martínez, Governador Militar de Ferrol i de Lugo i net del Capità de Navili Eugenio Loño Palacios. Va ingressar al Col·legi d'Infanteria el 5 de novembre de 1851, l'1 de desembre de 1859, va ser ascendit a capità d'infanteria, en 1860 va ser condecorat amb la Creu de 1a Classe de Sant Ferran, pel mèrit que va contreure en el combat sostingut en el Reducte del Serrallo. Va participar en els combats mantinguts des de l'1 de gener al 12 de gener de 1860, incloses la batalla dels Castillejos, la de Tetuan i la de Wad Ras, totes elles durant la Guerra d'Àfrica i a les ordres del general Leopoldo O'Donnell. Va arribar al grau de Tinent General en 1901.
En 1872, va participar en el control dels aixecaments de Catalunya. En 1873 va ser destinat a Cuba, on va lluitar contra els insurrectes. En 1874, va tornar a la Península, per combatre, fins a 1875, en la Tercera Guerra Carlina, contra els partidaris de Carles, Duc de Madrid. Des d'abril de 1888 a juny de 1891 va ser Governador Polític Militar de Visayas, a les Illes Filipines i al novembre d'aquest mateix any va ser nomenat Cap de la Brigada de Catalunya; al febrer de 1893 es va ocupar de la Secretaria de la Direcció general de la Guàrdia Civil; sent promogut a General de Divisió al gener de 1894, fent-se càrrec de la segona divisió del Tercer Cos d'Exèrcit, a més del càrrec de Governador de Militar de la província de Múrcia i plaça de Cartagena.
Al febrer de 1896 va ser destinat a Cuba, on va exercir el càrrec de Governador Militar de la província i plaça de l'Havana i Comandant General, del Tercer cos d'exèrcit, manant personalment els combats de Figueroa, Carabeo, Tamba, Juan Contreras i Carambola, i fou premiat per aquests serveis amb la Gran Creu Vermella del Mèrit Militar. Al desembre del mateix any va passar a manar la Divisió Nord i Oriente de Pinar del Río, dirigint els combats de Duarte i Rosario, el del riu Dominica i la trobada de Ceiba. El gener de 1897 va manar l'acció de Pendencia i destinat a la divisió de Manzanillo i Bayamo, com a Comandant d'ella, va dirigir l'acció de Jucaibanita, pels mèrits de la qual va ser recompensat amb la Gran Creu Vermella pensionada del Mèrit Militar.
L'agost de 1897 va ser nomenat Sotsinspector de la Guàrdia Civil d'Ultramar, moment en què va fundar en Marinao, el Centre d'Instrucció d'aquest cos i posteriorment, Comandant general de la província i divisió de Pinar del Río, on va continuar fins a octubre, moment en què, a causa del seu mal estat de salut, va haver de tornar a la península. Després de quedar en situació de caserna, va ser proposat per ascendir al grau de Tinent General i, al juny de 1898 l'hi va atorgar la Gran Creu de l'Orde Militar de Maria Cristina, pels serveis prestats i els seus dots de comandament, durant la seva estada a Cuba.
Al juliol d'aquest mateix any se'l va nomenar Comandant General de la segona divisió del segon Cos d'Exèrcit i Governador Militar de la província de Granada, posteriorment va ser nomenat Conseller del Consell Suprem de Guerra i Marina i a l'octubre de 1900, Sotssecretari del Ministeri de la Guerra, el 18 de gener de 1901 va ser ascendit a Tinent General i nomenat Capità General de les Illes Balears, i en 1902, Capità General de València.
En 1904, durant el primer govern de Maura, es va crear l'Estat Major Central de l'Exèrcit. El Ministre de la Guerra, Arsenio Linares y Pombo, recolzat pel mateix Maura, va proposar al General Loño per fer-se càrrec de la seva prefectura, no obstant això el jove rei, Alfons XIII, tenia el seu propi candidat, el General Camilo García de Polavieja, anomenat "El Cristiano", molt unit a la reina mare i en aquest moment Cap de la Cambra Militar del rei. Després de setmanes de tensió per aquest assumpte i d'un dur enfrontament, el rei es va negar a signar la candidatura de Loño, forçant el nomenament de Polavieja, la qual cosa va fer dimitir Maura en solidaritat amb el seu ministre.
Després de l'etapa liberal, el 25 de gener de 1907, Maura va tornar a prendre la presidència del Govern (conegut com el Govern Llarg), nomenant aquest mateix dia al general Loño, Ministre de la Guerra. El 5 de maig d'aquest mateix any també fou nomenat Senador per Balears. Va exercir simultàniament tots dos càrrecs, fins al dia de la seva mort.